# Käpla
Koordinaten: 58° 51′ N, 23° 36′ O
Käpla (deutsch Kebbelhof) ist ein Dorf (estnisch küla) in der Stadtgemeinde Haapsalu (bis 2017: Landgemeinde Ridala) im Kreis Lääne in Estland.
Der Ort hat 33 Einwohner (Stand 31. Dezember 2011). Er liegt zehn Kilometer südöstlich der Kernstadt Haapsalu.